# Monika Bagárová
Monika Bagárová (* 5. července 1994 Brno) je česká zpěvačka romského původu.

## Život
V roce 2009 se účastnila soutěže Česko Slovenská SuperStar a umístila se na 5. místě. Hned několik měsíců po účasti v této soutěži, roku 2010, začala spolupracovat s Robem Opatovským, s nímž nazpívala píseň Prší, která měla úspěch nejen na serveru YouTube, ale i ve vysílání MTV, kam se probojovala.[zdroj?]
V následujícím roce 2011 vydala své debutové album s názvem Shining, které obsahuje 11 soulových písní včetně písně „Ve dvou“ z pohádky Čertova nevěsta. Další píseň z této pohádky, skladbu „Chci“, nazpívala Monika Bagárová s Benem Cristovaem. Její celoroční snaha byla po zásluze odměněna a Monika získala titul Skokan roku 2011 na předávání cen Český Slavík Mattoni.
V roce 2012 ji režisér Ján Sebechlebský obsadil do vedlejší role modelky romantického televizního filmu Definice lásky.
Roku 2013 vydala Monika skladbu „Let Me Love U“, který byl předzvěstí druhého alba. K této písni natočila ve spolupráci s KUNES video production videoklip.
Roku 2014 odjela na několik dní na Slovensko, kde se svým kamarádem Igorem Kmetěm natočila duet k písni „Skús zabudnúť“. Stala se také tváří letní soutěže Evropy 2 o zájezdy na ostrov Ibiza. Tento rok natočila také letní mix ke své písni „Let Me Love U“, s DJ Brianem.
V roce 2018 se stala účastnicí 9. řady soutěže StarDance ...když hvězdy tančí, v níž skončila na 10. místě. V roce 2020 se stala porotkyní 6. řady soutěže Česko Slovenská SuperStar.
Jejím partnerem byl v letech 2019–2022 zápasník Machmud Muradov. Dne 27. května 2020 se jim narodila dcera Rumia.